# Timebomb (песня Кайли Миноуг)
«Timebomb» — песня австралийской певицы Кайли Миноуг, выпущенная 25 мая 2012 года на лейбле Parlophone в честь 25-летия певицы в музыкальной индустрии. Композиция была написана Карен Пул, Мэттом Шварцем и Пол Харрисом; Шварц и Харрис выступили также продюсерами трека. Другую песню с таким же названием для Миноуг написал американский певец Майкл Джексон. Изначально трек планировали включить в сборник The Best of Kylie Minogue, но вместо этого он вошёл в бокс-сет K25: Time Capsule. В 2019 году композиция появилась на сборнике Step Back In Time: The Definitive Collection.

## История создания и релиз
В 2012 году Миноуг объявила о праздновании 25-летия в музыкальной индустрии, которое получило название K25. В начале мая Миноуг создала специальный сайт, с помощью которого поклонники могли получить доступ к песне. Для этого они должны были на сайте воспользоваться Твиттером и хэштегом «KylieTimebomb». Премьера композиции состоялась 25 мая, за три дня до 44-летия Миноуг; редактор сайта Digital Spy Кристиан Тобин выложила отрывок песни, длительностью в 90 секунд.
Композиция была написана Карен Пул, Мэттом Шварцем и Пол Харрисом; Шварц и Харрис выступили также продюсерами трека. После того, как трек был анонсирован, в интернете среди поклонников певицы начался ажиотаж: те выяснили, что американский певец Майкл Джексон написал для Миноуг песню с аналогичным названием, которая должна была войти в восьмой альбом исполнительницы Fever (2001). Вскоре Миноуг подтвердила, что композиция 2012 года написана не Джексоном. Певица изначально хотела включить «Timebomb» в свой двенадцатый студийный альбом Kiss Me Once (2014), но лейбл Parlophone не поддержал эту идею.
Релиз сингла состоялся 25 мая 2012 года на лейбле Parlophone. В октябре того же года композиция вошла в бокс-сет K25: Time Capsule на mini-CD. 29 мая премьера трека состоялась на новозеландских радиостанциях, а на следующий день лейбл Astralwerks выпустил сингл в США и Канаде. 25 июня, по многочисленным просьбам поклонников, Parlophone выпустил компакт-диск, в который вошла оригинальная песня, её расширенная версия и видеоклип. Диск был выпущен ограниченным тиражом в 5000 экземпляров, 10 из которых были подписаны самой Миноуг. 13 июля лейбл выпустил цифровой EP, в который вошли пять ремиксов и расширенная версия. В США и Греции ремиксы были также изданы на CD, а в Японии вышел компакт-диск, в который вошла оригинальная композиция.

## Список композиций
- Цифровая дистрибуция[13]

1. «Timebomb» — 2:57
2. «Timebomb» (видеоклип) — 3:36

- CD[3]

1. «Timebomb» — 2:57
2. «Timebomb» (Extended version) — 4:30
3. «Timebomb» (видеоклип) — 3:36

- Цифровой EP[9]

1. «Timebomb» (Extended Version) — 4:30
2. «Timebomb» (Peter Rauhofer Remix) — 8:00
3. «Timebomb» (DADA Remix) — 6:30
4. «Timebomb» (Steve Redant & Phil Romano Remix) — 7:04
5. «Timebomb» (Style of Eye Remix) — 6:31
6. «Timebomb» (Italia3 Remix) — 6:00